# Philippe Vercruysse
Philippe Vercruysse (Saumur, 1962. január 28. –) világbajnoki bronzérmes francia labdarúgó, középpályás.

## Pályafutása

### Klubcsapatban
1980 és 1986 között a Lens, 1986-87-ben a Bordeaux labdarúgója volt. A bordeauxi csapattal bajnokságot és francia kupát nyert 1987-ben. 1988-ban ismét a Lens játékosa volt. 1988 és 1991 között az Olympique Marseille együttesében szerepelt három idényen át. Minden szezonban bajnoki címet nyert a csapattal, 1989-ben francia kupát is. 1991 és 1993 között a Nîmes Olympique, 1993-94-ben ismét a Bordeaux, 1994-95-ben a Metz játékosa volt. 1995 és 1996. december között a svájci FC Sion együttesében játszott. Egy bajnoki címet és két svájci kupa győzelmet ért el a csapattal. 1997-ben egy rövid időre visszatért a Lens csapatához, ahol újabb bajnoki cím részese volt. 1997-98-ban a szaúdi en-Naszr, 1998 és 2000 között a másodosztályú svájci Étoile Carouge játékosa volt. 2000-ben fejezte be az aktív labdarúgást.

### A válogatottban
1983 és 1989 között 12 alkalommal szerepelt a francia válogatottban és egy gólt szerzett. Részt vett az 1986-os mexikói világbajnokságon, ahol a válogatott bronzérmet szerzett.

## Sikerei, díjai
Franciaország
- Világbajnokság
  - bronzérmes: 1986, Mexikó

 Girondins de Bordeaux
- Francia bajnokság (Ligue 1)
  - bajnok: 1986–87
- Francia kupa (Coupe de France)
  - győztes: 1987

 Olympique de Marseille
- Francia bajnokság (Ligue 1)
  - bajnok: 1988–89, 1989–90, 1990–91
- Francia kupa (Coupe de France)
  - győztes: 1989

 FC Sion
- Svájci bajnokság
  - bajnok: 1996–97
- Svájci kupa
  - győztes: 1996, 1997

 RC Lens
- Francia bajnokság (Ligue 1)
  - bajnok: 1997–98